# Epinephelus polystigma
Epinephelus polystigma är en fiskart som först beskrevs av Bleeker, 1853.  Epinephelus polystigma ingår i släktet Epinephelus och familjen havsabborrfiskar. IUCN kategoriserar arten globalt som otillräckligt studerad. Inga underarter finns listade i Catalogue of Life.